# Turnworth
Turnworth – wieś i civil parish w Anglii, w Dorset, w dystrykcie (unitary authority) Dorset. W 2001 civil parish liczyła 44 mieszkańców. Turnworth jest wspomniana w Domesday Book (1086) jako Torneworde.